# Танайское сельское поселение
Танайское се́льское поселе́ние — муниципальное образование в Елабужском районе Татарстана Российской Федерации.
Административный центр — село Танайка.

## История
Статус и границы сельского поселения установлены Законом Республики Татарстан от 31 января 2005 года № 22-ЗРТ «Об установлении границ территорий и статусе муниципального образования "Елабужский муниципальный район" и муниципальных образований в его составе».

## Население
| 2010  | 2011  | 2012  | 2013  | 2014  | 2015  | 2016  |
| ----- | ----- | ----- | ----- | ----- | ----- | ----- |
| 2251  | ↗2254 | ↗2360 | ↗2483 | ↗2550 | ↗2662 | ↗2771 |
| 2017  | 2018  |       |       |       |       |       |
| ↗2793 | ↗2867 |       |       |       |       |       |

## Состав сельского поселения
| № | Населённый пункт | Тип населённого пункта       | Население |
| - | ---------------- | ---------------------------- | --------- |
| 1 | Колосовка        | деревня                      |           |
| 2 | Танайка          | село, административный центр |           |
| 3 | Хлыстово         | деревня                      |           |